# Municipio de Center (condado de Butler, Pensilvania)
El municipio de Center (en inglés: Center Township) es un municipio ubicado en el condado de Butler en el estado estadounidense de Pensilvania. En el año 2000 tenía una población de 8.182 habitantes y una densidad poblacional de 129.2 personas por km².

## Geografía
El municipio de Center se encuentra ubicado en las coordenadas 40°55′06″N 79°55′21″O / 40.91833, -79.92250.

## Demografía
Según la Oficina del Censo en 2000 los ingresos medios por hogar en la localidad eran de $42,406 y los ingresos medios por familia eran $50,731. Los hombres tenían unos ingresos medios de $42,443 frente a los $25,473 para las mujeres. La renta per cápita para la localidad era de $21,790. Alrededor del 5,8% de la población estaban por debajo del umbral de pobreza.